# Mesocanthus fortis
Mesocanthus fortis är en mångfotingart som beskrevs av Carl Graf Attems 1947. Mesocanthus fortis ingår i släktet Mesocanthus och familjen trädgårdsjordkrypare. Inga underarter finns listade i Catalogue of Life.